# バカ爆走!
バカ爆走!（バカばくそう）は、プロダクション人力舎が定期的に開催しているお笑いライブ。

## 概要
5年目以下のお笑い芸人をメインとして、先輩ゲストや他事務所のゲストなどを迎えて行われる。現在は毎月1日から6日に新宿Fu-で行われている。
1994年より開催され、2024年に30周年を迎えた。また、以前にはライブの模様を収録したVHSやDVDを販売している。

## 作品集

### VHS
- 超世代!笑芸ビデオシリーズVol.3『バカ爆発!お笑いスーパースペシャルライブ』（越前屋電視社、1998年）
  - 出演者：ビシバシステム、金谷ヒデユキ、オアシズ、アンジャッシュ、アンタッチャブル、ユリオカ超特Q、マンブルゴッチ、北陽/s
- 超世代!笑芸ビデオシリーズVol.5『バカ爆走!JCAオンパレードライブ』（越前屋電視社、1998年）
  - 出演者：アンジャッシュ、アンタッチャブル、マンブルゴッチ、北陽/s、アルファルファ、クールズ、ユリオカ超特Q、オークラ企画、ドランクドラゴン

### DVD
- バカバク×ブートレグ Vol.1（キングレコード、2003年12月26日）
  - 出演者：アンジャッシュ、アンタッチャブル、北陽、ドランクドラゴン、おぎやはぎ、田上よしえ、アメデオ、Y&Y、グ―ニーズ、ぷんぷん、ラバーガール、オレンジジュース、SayYou前田、三福星、IQ、ベビーフェイス鬼軍曹、ランダンプレイ
- バカバク×ブートレグ Vol.2（キングレコード、2004年3月10日）
  - 出演者：アンジャッシュ、アンタッチャブル、北陽、ドランクドラゴン、東京03、田上よしえ、キングオブコメディ、アメデオ、チャップメン、CUBE、ラバーガール、オレンジジュース
- バカバク×ブートレグ Vol.3（キングレコード、2004年4月21日）
  - 出演者：アンジャッシュ、アンタッチャブル、北陽、ドランクドラゴン、東京03、おぎやはぎ、田上よしえ、Y&Y、キングオブコメディ、CUBE、ラバーガール、三福星
- バカ爆走!ネクストジェネレーション Vol.1（キングレコード、2004年9月1日）[3]
  - 出演者：アンジャッシュ、アンタッチャブル、キングオブコメディ、東京03、CUBE、エレファントジョン、ドリンク、三福星、グーニーズ、オレンジジュース、ラバーガール、ニッケルバック、オンザライス、3D、アナコンダバイス
- バカ爆走!ネクストジェネレーション Vol.2（キングレコード、2004年12月1日）[4]
  - 出演者：アンタッチャブル、キングオブコメディ、エレファントジョン、ドリンク、三福星、グーニーズ、オレンジジュース、ラバーガール、ニッケルバック、オンザライス、3D、アナコンダバイス、東京03、Y&Y、CUBE、Lucy!、ラグタキオン
- バカ爆走!ネクストジェネレーション Vol.3（キングレコード、2005年4月30日）[5]
  - 出演者：東京03、キングオブコメディ、Y&Y、CUBE、エレファントジョン、ラバーガール、ドリンク、三福星、グーニーズ、オーチンハラショー、オレンジジュース、ニッケルバック、オンザライス、アナコンダバイス、鬼ヶ島、孔雀、てづらいさむ、安達しほり
- バカ爆走!ネクストジェネレーション Vol.4（キングレコード、2005年8月31日）[6]
  - 出演者：東京03、キングオブコメディ、ラバーガール、エレファントジョン、グーニーズ、三福星、鬼ヶ島、オレンジジュース、ドリンク、Lucy!、オンザライス、ニッケルバック、オーチンハラショー、アナコンダバイス、ワンスター、ラムシャンプー、演芸おんせん、かえるパンチ、さとうゆうすけ
- バカ爆走!ネクストジェネレーション Vol.5（キングレコード、2006年2月1日）[7]
  - 出演者：東京03、キングオブコメディ、エレファントジョン、ラバーガール、Lucy!、三福星、グーニーズ、オレンジジュース、鬼ヶ島、ニッケルバック、オンザライス、ワンスター、ラムシャンプー、かえるパンチ、さとうゆうすけ、男子、ベランダスモーク、百万石、ミンティマーキー